# Beware of Darkness (chanson de George Harrison)
Pour les articles homonymes, voir Beware of Darkness.
Pistes de All Things Must Pass
Run of the Mill Apple Scruffs (en)
Beware of Darkness est une chanson écrite par George Harrison, parue le 30 novembre 1970 sur son triple album All Things Must Pass. Influencée par la philosophie de l'Association internationale pour la conscience de Krishna, la chanson est une mise en garde contre diverses influences corruptrices : les escrocs (soft shoe shufflers), les politiciens (greedy leaders) et les idoles populaires de peu de substance (falling swingers).

## Enregistrement

### Personnel
- George Harrison – guitare acoustique, chœurs
- Eric Clapton – guitare solo
- Dave Mason - guitare solo
- Carl Radle – basse
- Bobby Whitlock - piano
- Gary Wright - orgue
- Ringo Starr – batterie

### Équipe technique
- George Harrison, Phil Spector – production
- Ken Scott – ingénieur du son
- Phil McDonald – ingénieur du son